# Телевизор (фильм)
«Телевизор» (англ. The TV Set) — фильм режиссёра Джейка Кэздана 2006 года.

## Сюжет
Перед началом сезона телесеть Panda Network рассматривают сценарии для ТВ-пилотов. Писатель Майкл Клейн предлагает каналу сериал «Хроники Векслера», идея которого была вдохновлена фильмом «Таксист» Мартина Скорсезе. Замысел нравится президенту канала Ленни, но не устраивает то, что сюжет вращается вокруг самоубийства брата главного героя. Писатель неожиданно получает поддержку от вице-президента канала Ричарда Макалистера. Тема самоубийства имеет автобиографические корни, и писатель отказывается убрать депрессивный мотив из сериала. Майкла защищает его менеджер — неунывающая Элис.
Шоу проходит все стадии согласования, кастинг, препродакшн и начинаются съемки. Клейн с разочарованием наблюдает то как постепенно изменяется его первоначальный сценарий. Канал настаивает на переименовании сериала в «Зови меня психом» («Call me crazy»). Режиссер сериала пытается добавить неуместный юмор, а актер главной роли не обладает достаточной эмоциональной глубиной для воплощения персонажа. Ситуация осложняется проблемами в личной жизни писателя: он ожидает пополнения в семье и его мучают сильные боли в спине. Приближается премьера.

## В ролях
| Актёр              | Роль                |
| ------------------ | ------------------- |
| Дэвид Духовны      | Майк Клейн          |
| Сигурни Уивер      | Ленни               |
| Йоан Гриффит       | Ричард Маккаллистер |
| Джуди Грир         | Элис                |
| Фрэн Кранц         | Зак Харпер          |
| Линдсей Слоун      | Лорел Симон         |
| Жюстин Бейтман     | Натали Клейн        |
| Люси Дэвис         | Хлои Маккаллистер   |
| Филип Розенталь    | Купер               |
| Уилли Гарсон       | Брайан              |
| Майк Коннор Гейни  | Хатч                |
| Саймон Хелберг     | Голдман             |
| Кэйтлин Даблдэй    | Джесси Филмор       |
| Филип Бейкер Холл  | Вернон Максвелл     |
| Эллисон Скалиотти  | Бетани              |
| Джонатан Силвермен | камео               |